# Центральные горы
Центра́льные го́ры — горный хребет в центральной части острова Врангеля, острове в Северном Ледовитом океане между Восточно-Сибирским морем и Чукотским морем. Занимающие бо́льшую часть острова Врангеля горы образуют три параллельные цепи — Северный хребет, Центральный хребет и Южный хребет. Наиболее мощным является Центральный хребет.
В осевой части хребта Центральные Горы размещаются гора Инкали, гора Двуглавая, гора Советская, пик Перрц, гора Громова, гора Осьминог. Самой высокой точкой хребта является гора Советская, высота которой составляет 1095 метров над уровнем моря.
На острове Врангеля имеются обнажения пород очень широкого возрастного интервала, начиная с позднего протерозоя и заканчивая осадками четвертичного периода. Наиболее древние комплексы (поздне-протерозойские — ранне-кембрийские) обнажаются в ядрах антиклинальных складок Центрального антиклинория, то есть хребте Центральные горы. Они представлены кристаллическими сланцами.
Наблюдается надвигание горного хребта на приморскую низменность, предполагается, что надвигания сопровождались сильными землетрясениями, следы которых сохранились в рельефе. В XXI веке инструментальными наблюдениями фиксируется низкая сейсмическая активность.
При этом складки, развитые вдоль надвигов, представляют собой опрокинутые на север антиклинали с крутыми северными крыльями и пологими южными крыльями. Палеозойско‒мезозойская складчато-надвиговая структура острова представляет собой целый набор надвиговых пластин-чешуй, в каждой из которых наблюдается опрокинутая к северу антиклинальная складка с разорванным по надвигу северным крылом.